# Саджі
Саджі — торт, виготовлений із манної крупи та мигдалю, вершкового масла, яєць і бренді та, за бажанням, покритий марципаном і королівською глазур'ю. Зазвичай цей пиріг випікають під час урочистостей і свят, таких як Різдво, членами малаккської португальської громади в Малакці та більшої євразійської спільноти в Малайзії та Сінгапурі. Слово sugee походить від слова індустані, що означає «манна крупа» (सूजी). Торт Sugee схожий на шрі-ланкійський пиріг любові, який випікають на Різдво євразійські бюргери, в якому використовується кеш'ю на відміну від мигдалю.
У 2020 році Shake Shack адаптував смак тістечка ваджі для молочного коктейлю обмеженої кількості, який отримав назву «sugee boogie».